# St. Vitus (Rheinsheim)

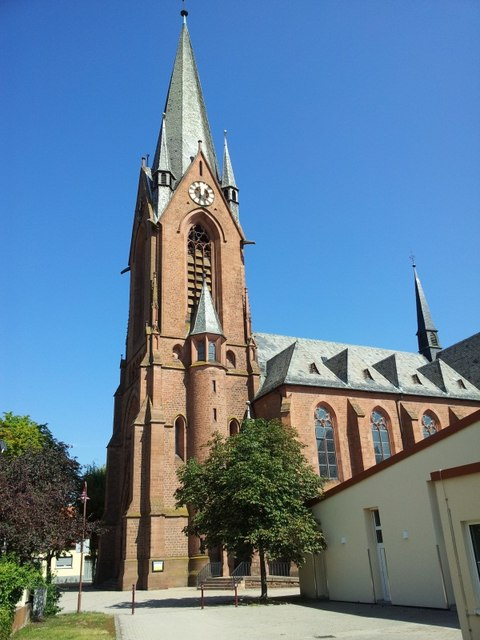
St. Vitus (2012)

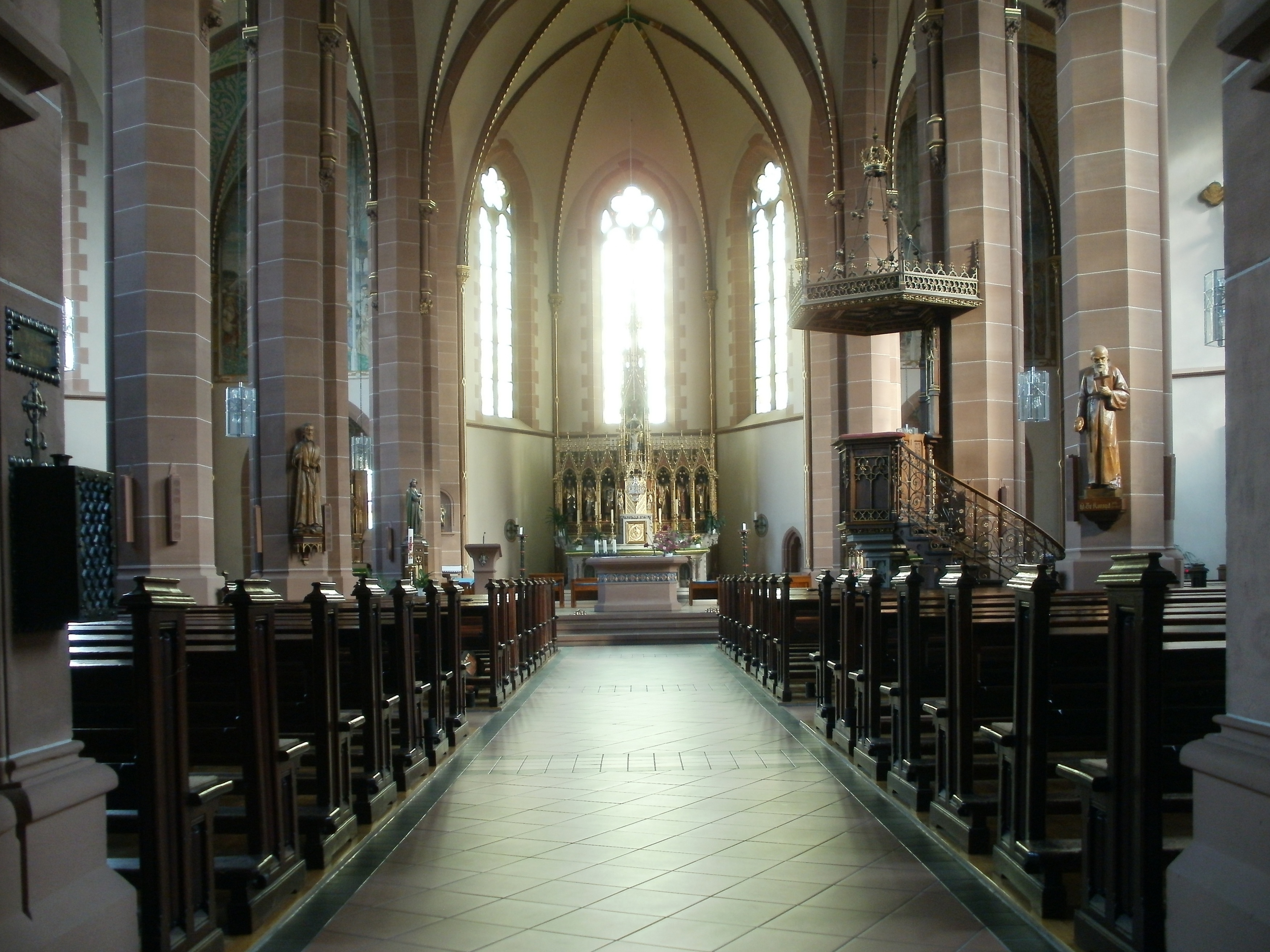
Inneres

Die römisch-katholische Kirche St. Vitus im Philippsburger Ortsteil Rheinsheim, auch als „Rheinsheimer Dom“ bezeichnet, ist eine neugotische Kirche der Kirchengemeinde Oberhausen-Philippsburg im Dekanat Bruchsal der Erzdiözese Freiburg.

## Geschichte
Die Kirche wurde nach Plänen des Mainzer Diözesanbaumeisters Ludwig Becker vom 17. Juni 1894 bis zum 17. Juni 1900 als Ersatz für eine zu klein gewordene, 1893 abgerissene barocke Kirche erbaut. St. Vitus erlitt im Zweiten Weltkrieg beträchtliche Schäden, die bis 1953 ausgebessert wurden. Zwischen 1982 und 1994 wurde die Kirche innen und außen umfassend saniert.

## Ausstattung
Der von Becker entworfene Hochaltar wurde von Simmler & Venator errichtet und die ebenfalls von Becker stammenden Entwürfe der beiden Seitenaltäre 1906 wurden von der Firma Gebrüder Moroder verwirklicht.

## Glocken und Orgel
Im 75 Meter hohen Kirchturm der Rheinsheimner St. Vitus-Kirche hängt ein fünfstimmiges Glockengeläut. Die Glocken aus Bronze wurden in verschiedenen Jahren von der Karlsruher Glockengießerei gegossen.
| Glocke | Gussjahr | Durchmesser | Gewicht | Schlagton |
| ------ | -------- | ----------- | ------- | --------- |
| 1      | 1936     | 1670 mm     | 2800 kg | h˚+8      |
| 2      | 1953     | 1410 mm     | 1456 kg | d'+9      |
| 3      | 1953     | 1110 mm     | 0709 kg | fis'+9    |
| 4      | 1953     | 0935 mm     | 0414 kg | a'+9      |
| 5      | 1928     | 0800 mm     | 0293 kg | h'+10     |

Die Glocken 1 bis 4 sind in den Uhrschlag der Turmuhr einbezogen: Glocke 1 schlägt zur vollen Stunde, die drei nachfolgenden zeigen die Viertelstunden an. Zifferblätter auf allen vier Seiten des Turms zeigen die Uhrzeit auch optisch an.
Die zweimanualige Orgel von 1897 stammt aus der Orgelbauwerkstatt Wilhelm Schwarz & Sohn in Überlingen.